# M/S Blue Charm

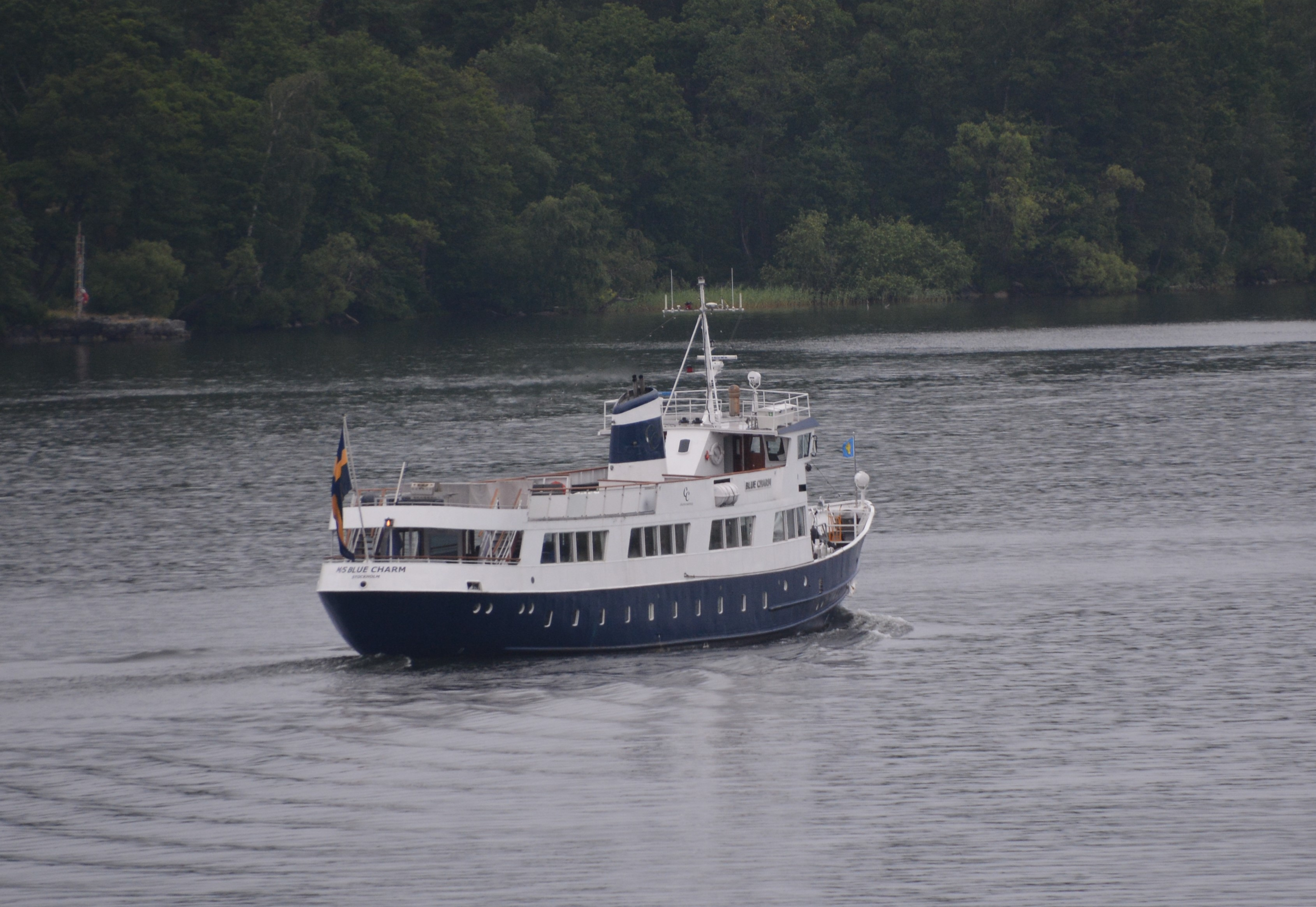
M/S Blue Charm

M/S Blue Charm byggdes som M/S Prinsen av Gravdal Skipsbyggeri A/S i Sunds i Norge och utrustades vid A/S Stord Verft i Stord, för A/S Nesodden-Bundefjord Dampskipsselskap i Oslo. Hon gick i trafik mellan Oslo centrum och Nesodden till 1980, då hon såldes till Rederi AB Sommar & Sol i Stockholm och döptes om, först till Kung Oscar II, och senare till Rex Solaris.
Efter olika ägarbyten köptes fartyget av Charm Charter i Nacka, döptes om till Blue Charm och sattes in i chartertrafik med Stockholm som hemmahamn.